# South Croxton
South Croxton est une paroisse civile et un village du Leicestershire, en Angleterre.